# Jacques-Robert de Pourtalès
Pour les autres membres de la famille, voir Famille de Pourtalès.
Jacques-Robert, comte de Pourtalès (19 avril 1821 à Paris - 3 septembre 1874 au château de Bandeville), est un homme politique français.

## Biographie
Fils de James-Alexandre de Pourtalès, il était maire de Saint-Cyr-sous-Dourdan et vice-président du comice agricole lorsqu'il fut élu, le 2 juillet 1871, représentant de Seine-et-Oise à l'Assemblée nationale. Il prit place au centre gauche. 
Il mourut en septembre 1874, après avoir épousé la fille de Jonas-Philip Hagerman, dont trois enfants, Jacques-Albert (1847-1934), Cécile (1850-1920) et Jeanne (1854-1934).

## Sources
- « Jacques-Robert de Pourtalès », dans Adolphe Robert et Gaston Cougny, Dictionnaire des parlementaires français, Edgar Bourloton, 1889-1891 [détail de l’édition]